# Ausonius
Ausonius is een Romeins cognomen:
- Decimus Magnus Ausonius, gevierd Romeins dichter.

Vergilius noemt in de Aeneis Italië regelmatig: Terra Ausonia oftewel het Ausonische land

Si te Karthaginis arces;
Phoenissam Libicaeque aspectus detinet urbis,
quae tandem Ausonia Teucros considere terra
invidia est

Als de burcht van Karthago
en de aanblik van de Libië stad jou, Phoenicische, vasthouden
welke afgunst is er dan eigenlijk dat de Trojanen zich vestigen in het Ausonische land
— Aeneis IV 347-350